# Pentaclethra
Genre
Pentaclethra est un genre de plantes à fleurs de la famille des Fabaceae.

## Liste d'espèces
Selon Tropicos (21 septembre 2017) (Attention liste brute contenant possiblement des synonymes) :
- Pentaclethra africana Benth. ex Taubert
- Pentaclethra brevipila Benth.
- Pentaclethra eetveldeana De Wild. & T. Durand
- Pentaclethra filamentosa Benth.
- Pentaclethra filiciformis Bureau & A. Chev.
- Pentaclethra gigantea A. Chev.
- Pentaclethra griffoniana Baill.
- Pentaclethra lecomteana Pierre
- Pentaclethra macroloba (Willd.) Kuntze
- Pentaclethra macrophylla Benth.